# Kelly Hu
Kelly Ann Hu (Honolulu, 13 de Fevereiro de 1968) é uma atriz e dubladora norte-americana mais conhecida por interpretar  Grace Chen (também conhecida como Pei Pei) da série Martial Law e por dublar Stacy Hirano no desenho animado da Disney Channel, Phineas e Ferb como estreante. Interpretou Pearl, uma vampira - mãe de Annabelle - em The Vampire Diaries, e reprisou seu papel no 7º episódio da 3ª Temporada, como um fantasma.
Kelly tem ascendência chinesa e inglesa.

## Carreira
Kelly Ann Hu começou por acaso participando de concursos de beleza durante a adolescência. Kelly conseguiu o título de Miss Teen USA, um grande feito para uma asiática. Porém, ela não pode concorrer ao Miss Universo por ainda ser menor de idade e foi obrigada a renunciar, tendo que contentar-se apenas com o Miss Havaí. O caso gerou polêmica e Kelly Hu tornou-se conhecida mundialmente, sendo contratada para trabalhar em vários países diferentes e tornando-se uma supermodelo de sucesso.
Seu primeiro trabalho como atriz foi no filme de terror Sexta-Feira 13 Parte VIII: Jason Ataca Nova York, em que a produção não economizou no elenco de figurantes. Como já era o oitavo filme da franquia Sexta-Feira 13 e Jason Voorhees já havia assassinado metade de Hollywood nos outros sete, a falta de atores obrigou a contratação de outros tipos de profissionais.
Kelly Hu gostou tanto de atuar que acabou deixando de lado a carreira de modelo e dedicando-se exclusivamente à interpretação. Seu papel mais conhecido provavelmente é a vilã Lady Letal em X-Men 2.
Logo, Kelly descobriu um novo talento: a dublagem. Além de desenhos, ela também empresta sua voz a personagens de videogame, e é bem comum vê-la envolvida com franquias da Marvel ou da DC.
Atualmente faz aparições em revistas como a Maxim.

## Filmografia

### Filmes
| Ano  | Título original                                  | Papel                        | Notas       |
| 1989 | Friday the 13th Part VIII: Jason Takes Manhattan | Eva Watanabe                 |             |
| 1991 | The Doors                                        | Dorothy                      |             |
| 1991 | Harley Davidson and the Marlboro Man             | Suzie                        |             |
| 1993 | Surf Ninjas                                      | Ro-May                       |             |
| 1995 | No Way Back                                      | Seiko Kobayashi              |             |
| 1995 | Strange Days                                     | Âncora do Jornal             |             |
| 1997 | Fakin' Da Funk                                   | Kwee-Me                      |             |
| 2002 | The Scorpion King                                | Cassandra                    |             |
| 2003 | Cradle 2 the Grave                               | Sona                         |             |
| 2003 | X-Men 2                                          | Yuriko Oyama /Lady Letal     |             |
| 2004 | Dark Shadows                                     | Dr. Julia Hoffman            | Filme de TV |
| 2004 | The Librarian: Quest for the Spear               | Lana                         | Filme de TV |
| 2005 | Underclassman                                    | Lisa Brooks                  |             |
| 2005 | Mayday                                           | Sharon Crandall              | Filme de TV |
| 2006 | Americanese                                      | Brenda Nishitani             |             |
| 2006 | Undoing                                          | Vera                         |             |
| 2006 | Devil's Den                                      | Caitlin                      |             |
| 2007 | Area 57                                          | Dr. Annabelle Fermi          | Filme de TV |
| 2007 | The Air I Breathe                                | Jiyoung                      |             |
| 2007 | Shanghai Kiss                                    | Micki Yang                   |             |
| 2007 | Succubus: Hell Bent                              | Detetive Pei                 |             |
| 2008 | Stiletto                                         | Detetive Hanover             |             |
| 2008 | Farmhouse                                        | Lilith                       |             |
| 2008 | Dim Sum Funeral                                  | Cindy                        |             |
| 2009 | Scooby-Doo and the Samurai Sword                 | Miyumi/Miss Mirimoto         | Voz         |
| 2009 | The Tournament                                   | Lai Lai Zhen                 |             |
| 2010 | Batman: Under the Red Hood                       | Ms. Li                       | Voz         |
| 2011 | I know a woman's heart                           |                              |             |
| 2011 | Phineas and Ferb: Across the Second Dimension    | Stacey Hirano                | Voz         |
| 2011 | Almost Perfect                                   | Vanessa Lee                  |             |
| 2011 | Green Lantern: Emerald Knights                   | Laira                        | Voz         |
| 2011 | Mann's World                                     | Lei                          | Filme de TV |
| 2011 | Wo Zhi Nu Ren Xin                                | Garota do Comercial da lotto |             |
| 2012 | White Frog                                       | May Chung                    |             |
| 2017 | Maximum Impact                                   | Kate                         |             |
| 2018 | F.R.E.D.I.                                       | Dr. Andi Palmer              |             |
| 2019 | Go Back to China                                 | May Li                       |             |

### Televisão
| Ano     | Título original                            | Papel                      | Notas      |
| 1989    | Growing Pains                              | Melia                      |            |
| 1989    | Night Court                                | Kista                      |            |
| 1989    | Tour of Duty                               | DJ Vietnamita              |            |
| 1989    | 21 Jump Street                             | Kim Van Luy                |            |
| 1990    | CBS Schoolbreak Special                    | Emily                      |            |
| 1993    | Raven                                      | Pele                       |            |
| 1994    | L.A.X. 2194                                |                            |            |
| 1994    | Burke's Law                                | Dawn                       |            |
| 1994    | Melrose Place                              | Andrea                     |            |
| 1994    | Renegade                                   | Kathy Maruyama             |            |
| 1995    | Maybe This Time                            | Jennifer                   |            |
| 1996    | Star Command                               | Yukiko Fujisaki            |            |
| 1996    | Murder One                                 | Natalie Cheng              |            |
| 1996    | The Sentinel                               | Christine                  |            |
| 1996    | One West Waikiki                           | Dr. Midori                 |            |
| 1996    | Pacific Blue                               | Wendy Trang                |            |
| 1996    | Mr. & Mrs. Smith                           | Ms. Jones                  |            |
| 1997    | Sunset Beach                               | Rae Chang                  |            |
| 1998    | Malcolm & Eddie                            | Wendy                      |            |
| 1998    | Nash Bridges                               | Inspetora Michelle Chan    |            |
| 2000    | Martial Law                                | Chen Pei Pei               |            |
| 2003    | Boomtown                                   | Rachel Durrel              |            |
| 2004    | Threat Matrix                              | Agent Mia Chen             |            |
| 2005    | CSI: NY                                    | Detective Kaile Maka       |            |
| 2006    | Las Vegas                                  | Natalie Ko                 |            |
| 2007    | Afro Samurai                               | Okiku                      | Voz        |
| 2007    | In Case of Emergency                       | Kelly Lee                  |            |
| 2007    | Robot Chicken                              | Vários Personagens         | Voz        |
| 2008    | Dead Space: Downfall                       | Shen                       | Voz        |
| 2008    | Law & Order: Special Victims Unit          | Kelly Sun                  |            |
| 2009    | Numb3rs                                    | Alice Chen                 |            |
| 2009    | The Spectacular Spider-Man                 | Sha Shan Nguyen / Titania  | Voz        |
| 2009    | Army Wives                                 | Jordana Davis              |            |
| 2009    | In Plain Sight                             | Ahn Li / Jane Kwan         |            |
| 2009    | NCIS: Los Angeles                          | Lee Wuan Kai               |            |
| 2009    | NCIS: Naval Criminal Investigative Service | Lee Wuan Kai               |            |
| 2010-11 | The Vampire Diaries                        | Pearl                      |            |
| 2010    | Phineas and Ferb                           | Stacey                     |            |
| 2010    | Hawaii Five-0                              | Laura Hills                |            |
| 2011    | CSI: Crime Scene Investigation             | Angie Salinger             |            |
| 2011-13 | Young Justice                              | Jade Nguyen                | Voz        |
| 2012-19 | Arrow                                      | Chien Na Wei / China White |            |
| 2012    | Breakout Kings                             | Kendra Park                |            |
| 2013    | Castle                                     | Scarlet Jones              |            |
| 2013    | Hell's Kitchen                             | Ela mesma                  |            |
| 2012–17 | Teenage Mutant Ninja Turtles               | Karai / Hamato Miwa (voz)  |            |
| 2013–14 | Warehouse 13                               | Abigail Cho                | 6 episodes |
| 2014    | The 100                                    | Callie "Cece" Cartwig      |            |
| 2014    | High School Possession                     | Denise Brady               |            |
| 2015    | Being Mary Jane                            |                            |            |
| 2017    | Gap Year                                   | Vanessa                    |            |
| 2017    | The Orville                                | Almirante Ozawa            |            |
| 2017    | NCIS: New Orleans                          | Dr. Anna Yoon              |            |
| 2018    | Rapunzel's Tangled Adventure               | Adira (voz)                |            |

### Video-Game
| Ano  | Título original                                            | Papel                          | Notas |
| 2004 | Star Wars: Knights of the Old Republic II - The Sith Lords | Visas Marr                     | Voz   |
| 2008 | Command & Conquer: Red Alert 3                             | Suki Toyama                    | Voz   |
| 2008 | Fracture                                                   |                                | Voz   |
| 2009 | Afro Samurai                                               | Okiku / Osachi                 | Voz   |
| 2009 | Ninja Blade                                                | Ryoko Kurokawa                 | Voz   |
| 2009 | Terminator Salvation                                       | Wells / Soldado da resistência | Voz   |
| 2012 | Sleeping Dogs                                              |                                | Voz   |
| 2015 | BattleField: HardLine                                      | Khai Minh Dao                  | Voz   |
| 2019 | Mortal Kombat 11                                           | D'vorah                        | Voz   |